# Марова, Евгения Ивановна
Евгения Ивановна Марова (род. 17 сентября 1931 года, Москва) — советский и российский врач-эндокринолог, доктор медицинских наук (1992), профессор, лауреат Государственной премии СССР (1984), заслуженный врач РФ (1997).

## Биография
Родилась в Москве. В 1957 году окончила Первый московский медицинский институт, четыре года работала участковым терапевтом.
В 1961—1963 годы училась в ординатуре по специальности эндокринология в Центральном институте усовершенствования врачей под руководством профессоров Е. А. Васюковой, Н. Т. Старковой, В. Р. Клячко.
После окончания ординатуры с 1963 года по настоящее время работает в ФГБУ «НМИЦ эндокринологии» Минздрава России, который до 1989 года назывался Институт экспериментальной эндокринологии и химии гормонов (ИЭЭиХГ), а до 1992 года Всесоюзный эндокринологический центр АМН СССР. Здесь Марова прошла путь от младшего научного сотрудника до заведующей отделением нейроэндокринологии (1989—2005) и директора Института клинической эндокринологии (1989—2002). В настоящее время работает главным научным сотрудником отделения нейроэндокринологии и остеопатий.
С 1976 по 1991 годы была главным внештатным эндокринологом Министерства здравоохранения РСФСР и председателем Российского общества эндокринологов, а с 1992 года — вице-президент Российской ассоциации эндокринологов.

## Научная деятельность
Основным направлением научных интересов Маровой является клиническая нейроэндокринология.
В 1967 году она защитила кандидатскую диссертацию, изучив функциональное состояние коры надпочечников при болезни Иценко-Кушинга. С этого времени Евгения Ивановна является безусловным лидером и экспертом про проблемам гиперкортицизма. Одновременно проводит исследования по эффективности лечения акромегалии и гиперпролактинемии, изучает патогенез кортикотропином, соматотропином.
В 1984 году Е. И. Маровой вместе с группой ученых физиков присвоена государственная премия СССР за разработку и внедрению в клиническую практику высокоэффективного метода лечения опухолей гипофиза — радиотерапия пучком протонов.
В 1992 году защитила докторскую диссертацию по теме «Болезнь Иценко-Кушинга (патогенез, клиника, диагностика, лечение)», обобщив большой опыт по изучению патогенеза, диагностике и лечению этого заболевания.
14 июня 1997 года была удостоена звания «Заслуженный врач Российской Федерации».
Под руководством Е. И. Маровой были разработаны оптимальные алгоритмы диагностики и лечения таких заболеваний нейроэндокринной системы как болезнь Иценко-Кушинга, акромегалия, синдром гиперпролактинемии, гипопитуитаризм и других. Усовершенствованы топическая и гормональная диагностика опухолей гипофиза, внедрены в клиническую практику уникальные методы лечения опухолей гипофиза, создана единая система диагностики, лечения, реабилитации и мониторинга пациентов с аденомами гипофиза. Одной из сфер научных интересов Е. И. Маровой являются метаболические остеопатии, проблемы вторичного остеопороза при различных эндокринных заболеваниях. Большой вклад внесён в изучение патогенеза и лечения стероидного остеопороза.
Руководитель 26 кандидатских и одной докторской диссертаций. Автор более 260 печатных научных работ, научно-популярных книг и рекомендаций для врачей, из них четыре монографии и руководства для врачей.
Член Российской и Московской ассоциаций по эндокринологии. Много лет являлась заместителем главного редактора журнала «Проблемы эндокринологии», а с 1998 года — главным редактором журнала «Остеопороз и остеопатии».

### Избранные труды
- Иловайская И. А., Марова Е. И. Остеопороз у женщин с гипогонадотропным гипогонадизмом // Остеопороз и остеопатии. 2000. № 3. С. 37-40.
- Дедов, И. И. Остеопороз: патогенез, диагностика, принципы профилактики и лечения : метод. пособие для врачей / И. И. Дедов, Л. Я. Рожинская, Е. И. Марова. М., 2002.
- Г. А. Мельниченко, Е. И. Марова, Л. К. Дзеранова, В. В. Вакс. Гиперпролактинемия у женщин и мужчин: Пособие для врачей. — Москва: ГУ «Эндокринологический научный центр РАМН». Институт клинической эндокринологии, 2007. — 33 с. Архивировано 11 сентября 2014 года.
- Персонализированная эндокринология в клинических примерах / Г. А. Мельниченко, Е. А. Трошина, Е. И. Марова, Л. Я. Рожинская и др.; под редакцией академика РАН И. И. Дедова. Москва: ГЭОТАР-Медиа, 2018.

## Награды
- Государственная премия СССР (1984)[2].
- Заслуженный врач Российской Федерации (1997)[1][6].
- Орден «За доблестный труд» (2025)[7]